# Omosita discoidea
Omosita discoidea är en skalbaggsart som först beskrevs av Fabricius 1775.  Omosita discoidea ingår i släktet Omosita och familjen glansbaggar. Arten är reproducerande i Sverige. Inga underarter finns listade i Catalogue of Life.